# Séverine Beltrame
Séverine Beltrame (ur. 14 sierpnia 1979 w Montpellier) – francuska tenisistka. Była znana jako Séverine Brémond podczas małżeństwa z jej trenerem Erickiem Brémondem od września 2005 do listopada 2008, a następnie jako Séverine Brémond-Beltrame do końca roku 2009. Powróciła do nazwiska panieńskiego, Séverine Beltrame, w 2010.
Séverine otrzymała status profesjonalny w 2002 roku. Zanim to nastąpiło, wygrała dziewięć turniejów ITF, w tym pięć singlowych. Jest tenisistką praworęczną z jednoręcznym backhandem.
Jej zawodowa kariera rozpoczęła się z chwilą otrzymania licencji zawodowej tenisistki. Wtedy to wzięła udział w kwalifikacjach do turnieju French Open oraz imprezy w Strasburgu. Nie zakwalifikowała się jednak do turnieju głównego.
W 2003 roku awansowała na 144 miejsce klasyfikacji światowej tenisistek. Zagrała w swoim pierwszym turnieju głównym w Pattaya. Przegrała tam w pierwszej rundzie. Potem spotkało ją pasmo porażek na światowych kortach: sześciokrotnie kończyła udział w zawodach na kwalifikacjach, w tym trzykrotnie były to eliminacje turniejów wielkoszlemowych. Wygrywała turnieje ITF.
Po wspaniałym występie w Sztokholmie w 2004 roku (wyeliminowanie Barbary Schett i Kláry Koukalovej, porażka w ćwierćfinale z Silvią Fariną Elią) awansowała po raz pierwszy w karierze do pierwszej setki rankingu kobiet. Jako kwalifikantka zagrała w kilku kolejnych turniejach, docierając tam do drugiej rundy (m.in. w Charleston i US Open). Odpadła w kwalifikacjach do Australian Open, a w dwóch pozostałych wielkoszlemowych imprezach przegrała w pierwszej rundzie. Dotarła do pierwszego deblowego półfinału w Strasburgu, w parze z rodaczką Camille Pin. W tym sezonie wygrała też dwa ostatnie turnieje ITF: singlowy w Cagnes Sur Mer oraz deblowy w Vittel.
2005 – Séverine dotarła do drugiego w karierze ćwierćfinału w turnieju w słoweńskim Portorož. Uzyskała trzecią rundę Indian Wells, dwukrotnie drugą rundę (trafiała na wysoko rozstawione zawodniczki, m.in. Wierę Zwonariową i Nadię Pietrową). Pierwsza runda mistrzostw Australii i Stanów Zjednoczonych. Zadebiutowała w Pucharze Federacji, gdzie w półfinale Grupy Światowej Francja pokonała Hiszpanię 3:1.
2006 – początek sezonu wypadł nie najlepiej w wykonaniu Francuzki. Odpadła we wczesnych rundach turnieju w Hobarcie oraz Australian Open (przegrywając w 1 rundzie z Samanthą Stosur). Jako szczęśliwa przegrana zagrała w Paryżu, w turnieju na hali, gdzie przegrała w pierwszej rundzie. Wycofała się z zawodów w Memphis z powodu kontuzji. Wystąpiła z dziką kartą w Roland Garros, ale przegrała w pierwszej rundzie z [20] Mariją Kirilenko. W czerwcu dotarła do finału imprezy ITF w Marsylii, przegrywając z Jekatieriną Byczkową. Prawdziwy sukces osiągnęła w Wimbledonie: jako kwalifikantka dotarła do ćwierćfinału, gdzie nie poradziła sobie z belgijską mistrzynią, numerem 3 zawodów, Justine Henin-Hardenne. Zdołała jednak wyeliminować tak słynne tenisistki, jak Patty Schnyder, Gisela Dulko i Ai Sugiyama. Była jedną z rewelacji turnieju, obok młodej polskiej juniorki, Agnieszki Radwańskiej, która w swoim wielkoszlemowym zawodowym debiucie osiągnęła czwartą rundę. Ze 129 miejsca awansowała na 65 w klasyfikacji kobiet. Wystąpiła po raz drugi w Pucharze Federacji, pokonując Czechy 3:2 w barażach Grupy Światowej I. W sierpniu jej najlepszym występem był turniej w Forest Hills, w którym zaliczyła ćwierćfinał. Na kortach Flushing Meadows zdołała osiągnąć drugą rundę, trafiając tam znów na Rosjankę Kirilenko. Po ćwierćfinale w zawodach na Bali, awansowała po raz pierwszy w karierze do pierwszej pięćdziesiątki rankingu WTA.
W 2013 roku ogłosiła zakończenie kariery tuż po French Open, choć zaznaczyła, że bierze pod uwagę wzięcie udziału w Wimbledonie.
Jej matka ma na imię Anne Marie, a ojciec Lucien. Mówi po angielsku, francusku i hiszpańsku. Interesuje się piłką nożną, rugby i golfem.

## Finały turniejów WTA
| Legenda                     | Legenda |
| --------------------------- | ------- |
| Wielki Szlem                |         |
| Igrzyska olimpijskie        |         |
| WTA Tour Championships      |         |
| 1988 – 2008                 |         |
| Kategoria I                 |         |
| Kategoria II                |         |
| Kategoria III               |         |
| Kategoria IV                |         |
| Kategoria V                 |         |
| 2009 – 2020                 |         |
| WTA Premier Mandatory       |         |
| WTA Premier 5               |         |
| WTA Premier                 |         |
| WTA International Series    |         |
| WTA 125K series (2012–2020) |         |

### Gra podwójna
| Końcowy wynik | Nr | Data             | Turniej    | Nawierzchnia    | Partnerka              | Przeciwniczki                         | Wynik finału |
| ------------- | -- | ---------------- | ---------- | --------------- | ---------------------- | ------------------------------------- | ------------ |
| Finalistka    | 1. | 15 czerwca 2008  | Birmingham | Trawiasta       | Virginia Ruano Pascual | Cara Black Liezel Huber               | 2:6, 1:6     |
| Finalistka    | 2. | 20 września 2009 | Québec     | Dywanowa (hala) | Sofia Arvidsson        | Vania King Barbora Záhlavová-Strýcová | 1:6, 3:6     |

## Wygrane turnieje rangi ITF
| turnieje z pulą nagród 100 000 $ |
| turnieje z pulą nagród 75 000 $  |
| turnieje z pulą nagród 50 000 $  |
| turnieje z pulą nagród 25 000 $  |
| turnieje z pulą nagród 15 000 $  |
| turnieje z pulą nagród 10 000 $  |

### Gra pojedyncza
|    | Data       | Turniej             | Kat. | ($)    | Naw.   | Finalistka          | Wynik         |
| 1. | 24/06/2001 | Canet-en-Roussillon | ITF  | 10 000 | ziemna | Severine Arpajou    | 3:6, 6:3, 6:4 |
| 2. | 08/07/2001 | Périgueux           | ITF  | 10 000 | ziemna | Daniela Olivera     | 6:4, 6:1      |
| 3. | 21/09/2003 | Sofia               | ITF  | 25 000 | ziemna | Patricia Wartusch   | 6:3, 6:4      |
| 4. | 05/10/2003 | Porto               | ITF  | 25 000 | ziemna | Sybille Bammer      | 6:2, 6:3      |
| 5. | 02/05/2004 | Cagnes-sur-Mer      | ITF  | 75 000 | ziemna | Anna-Lena Grönefeld | 6:4, 6:4      |
| 6. | 26/06/2011 | Périgueux           | ITF  | 25 000 | ziemna | Audrey Bergot       | 6:4, 6:2      |
| 7. | 24/06/2012 | Montpellier         | ITF  | 25 000 | ziemna | Catalina Castano    | 6:2, 7:6(4)   |
| 8. | 29/07/2012 | Contamines-Montjoie | ITF  | 25 000 | twarda | Tereza Mrdeža       | 6:3, 6:1      |